# Витјазовце
Витјазовце (слч. Víťazovce) насељено је мјесто са административним статусом сеоске општине (слч. obec) у округу Хумење, у Прешовском крају, Словачка Република.

## Становништво
| Година:    | 1994. | 2004.   | 2014.   | 2024.   |
| ---------- | ----- | ------- | ------- | ------- |
| Број људи: | 347   | 345     | 313     | 321     |
| Разлика:   |       | -0,57 % | -9,27 % | +2,55 % |

| Година:    | 2023. | 2024.   |
| ---------- | ----- | ------- |
| Број људи: | 324   | 321     |
| Разлика:   |       | -0,92 % |

Према подацима о броју становника из 2024. године насеље је имало 321 становника.